# General Caballero Sport Club
El General Caballero Sport Club és un club de futbol paraguaià del barri de Zeballos Cué a la ciutat d'Asunción. El club juga els seus partits a l'estadi Hugo Bogado Vaceque.
El club va ser fundat el 6 de setembre de 1918. Ascendí a primera divisió l'any 2015.

## Palmarès

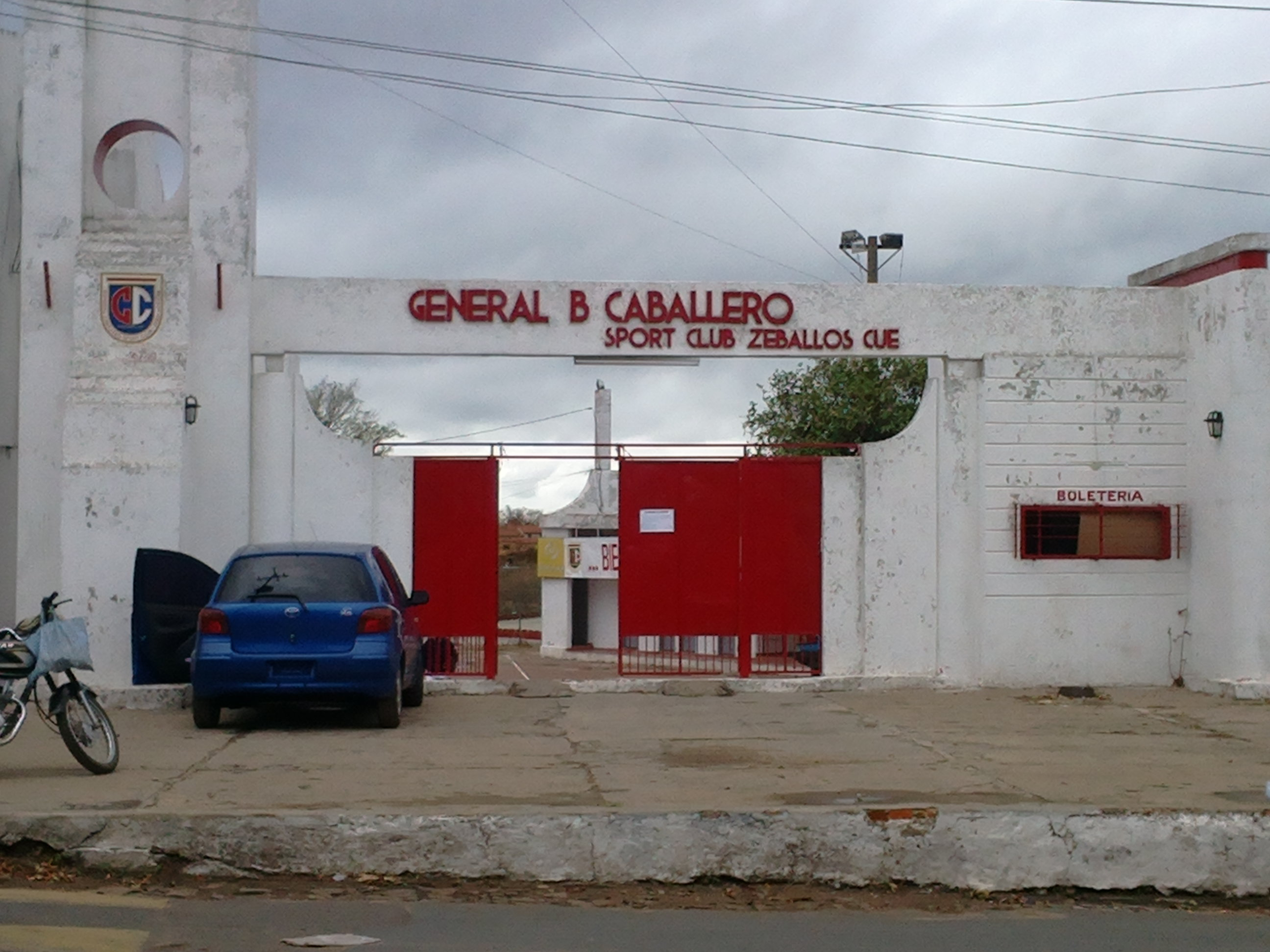
Estadi Hugo Bogado Vaceque

- Segona divisió paraguaiana de futbol: 
  - 1923, 1928, 1962, 1970, 1986, 2010
- Tercera divisió paraguaiana de futbol: 
  - 1993, 2000
- Federación Paraguaya de Deportes: 
  - 1937[3]

## Futbolistes destacats
Llistat de futbolistes que, o han jugat un mínim de 125 partits per al club, o han establert algun rècord per al club, o han estat internacionals amb alguna selecció, o han jugat a primera divisió en algun altre país o han jugat competicions internacionals:
- Aldo Paniagua (2007-08), (2011)[4]
- Salvador Cabañas (2013)[5]
- Rodderyk Perozo (2016-)[6]
- César Caicedo (2016-)[7]
- Jumpei Shimmura (2010)[8]